# Kozak (obrněné vozidlo)
Kozak (ukrajinsky Козак, Kozák) je rodina vojenských lehkých obrněných vozidel chráněných proti minám (kategorie MRAP), vyráběná ukrajinskou společností Praktika. Spodní část vozidla ve tvaru "V" umožňuje odolat výbuchům náloží větších než 3 kg TNT. Kapsulární design zachovává fyzickou integritu posádky a umožňuje úpravu stupně ochrany výměnou panelů o různé tloušťce. Vozidla mohou být vyzbrojena kulometem NSVT nebo KT ráže 12,7 mm, PKMS ráže 7,62 mm nebo 30mm automatickým granátometem AGS-17. Různé varianty jsou užívány ukrajinskými ozbrojenými silami i národní gardou, pohraniční službou a dalšími bezpečnostními složkami.

## Provedení
- Základní (velitelské vozidlo, vozidlo pro speciální jednotky, hlídky a průzkum): řidič + spolujezdec + 3 cestující
- Kombi (velitelské vozidlo, sanitka, obrněný transportér nebo přepadové vozidlo): řidič + spolujezdec + 8 cestujících
- Pickup (užitkové, údržbářské a opravárenské vozidlo): řidič + spolujezdec

## Varianty
SRM-1 Kozak
Lehké obrněné vozidlo 4 × 4 na podvozku Iveco Daily 55S18W
Kozak-2
Víceúčelové lehké obrněné vozidlo na podvozku Iveco EuroCargo
Kozak-2M
Vylepšená varianta z roku 2015
Kozak-4
Obrněný transportér pěchoty na podvozku Iveco Daily
Kozak-5
Vozidlo určené pro speciální jednotky, policejní a jiné bezpečnostní složky na podvozku Ford F550

## Galerie

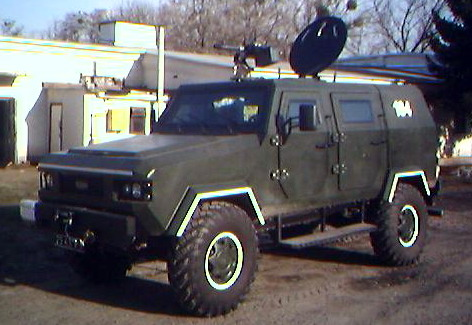
Kozak, 2009
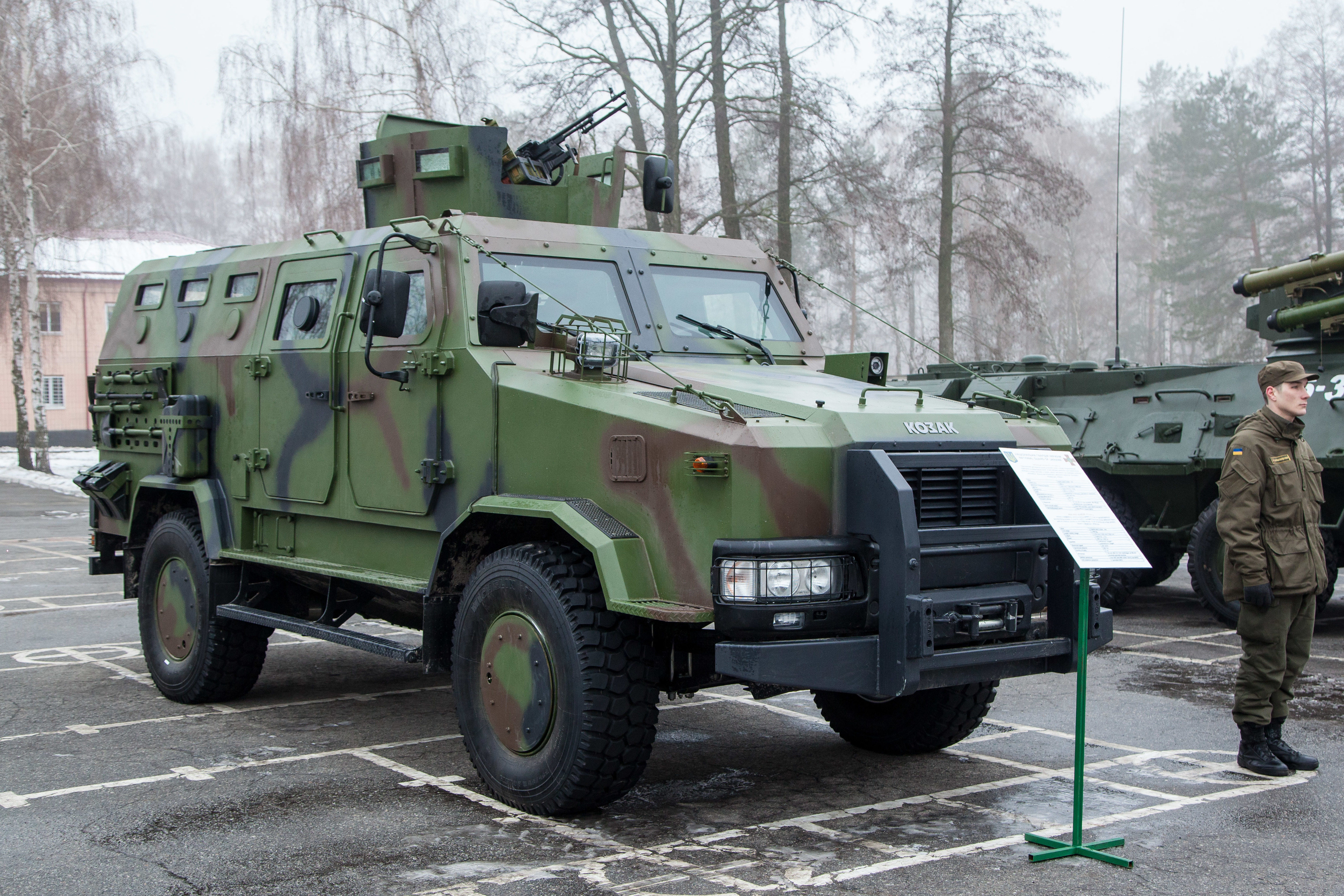
Kozak 2
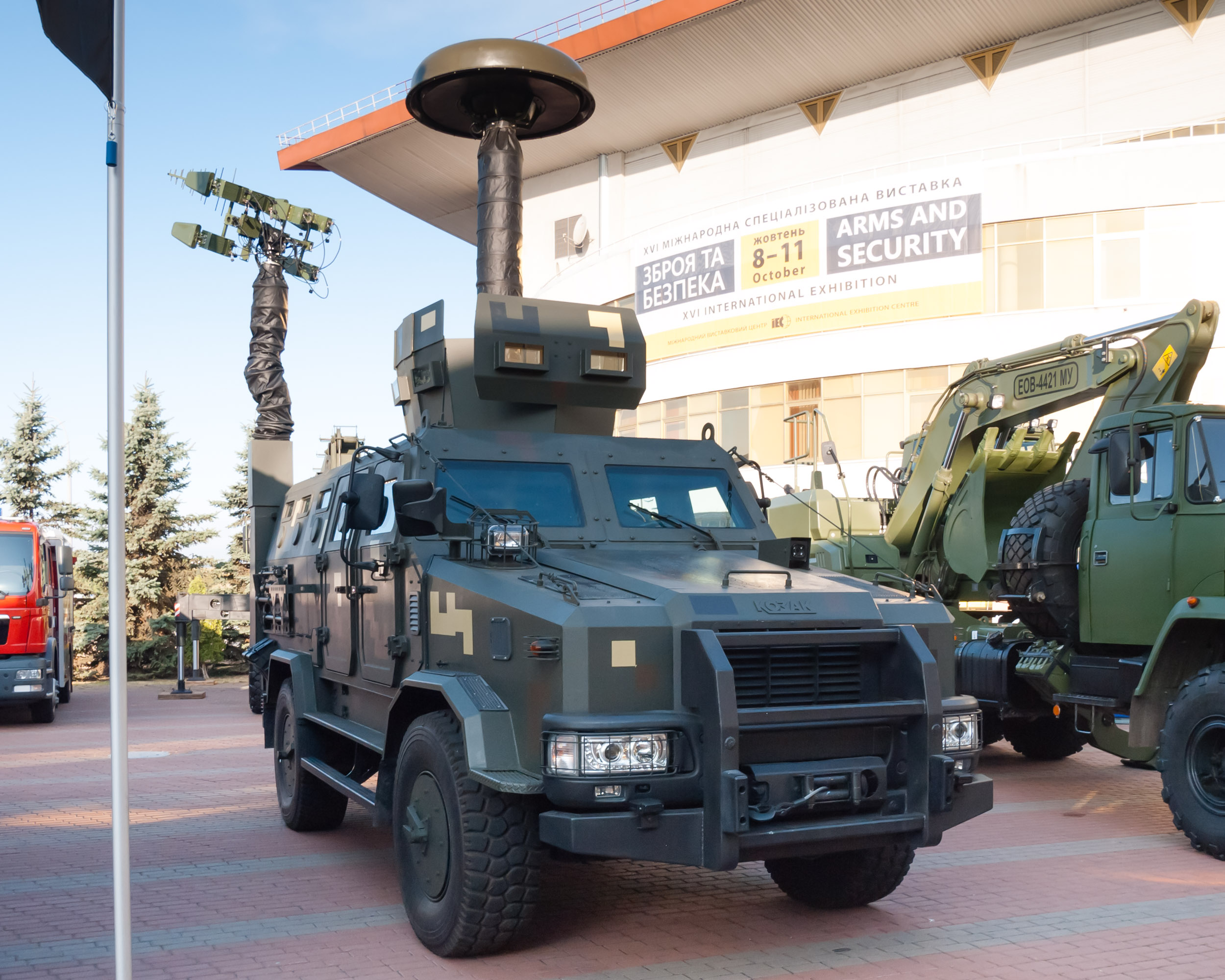
Kozak 2 vybavený systémem pro elektronický boj "Nota"
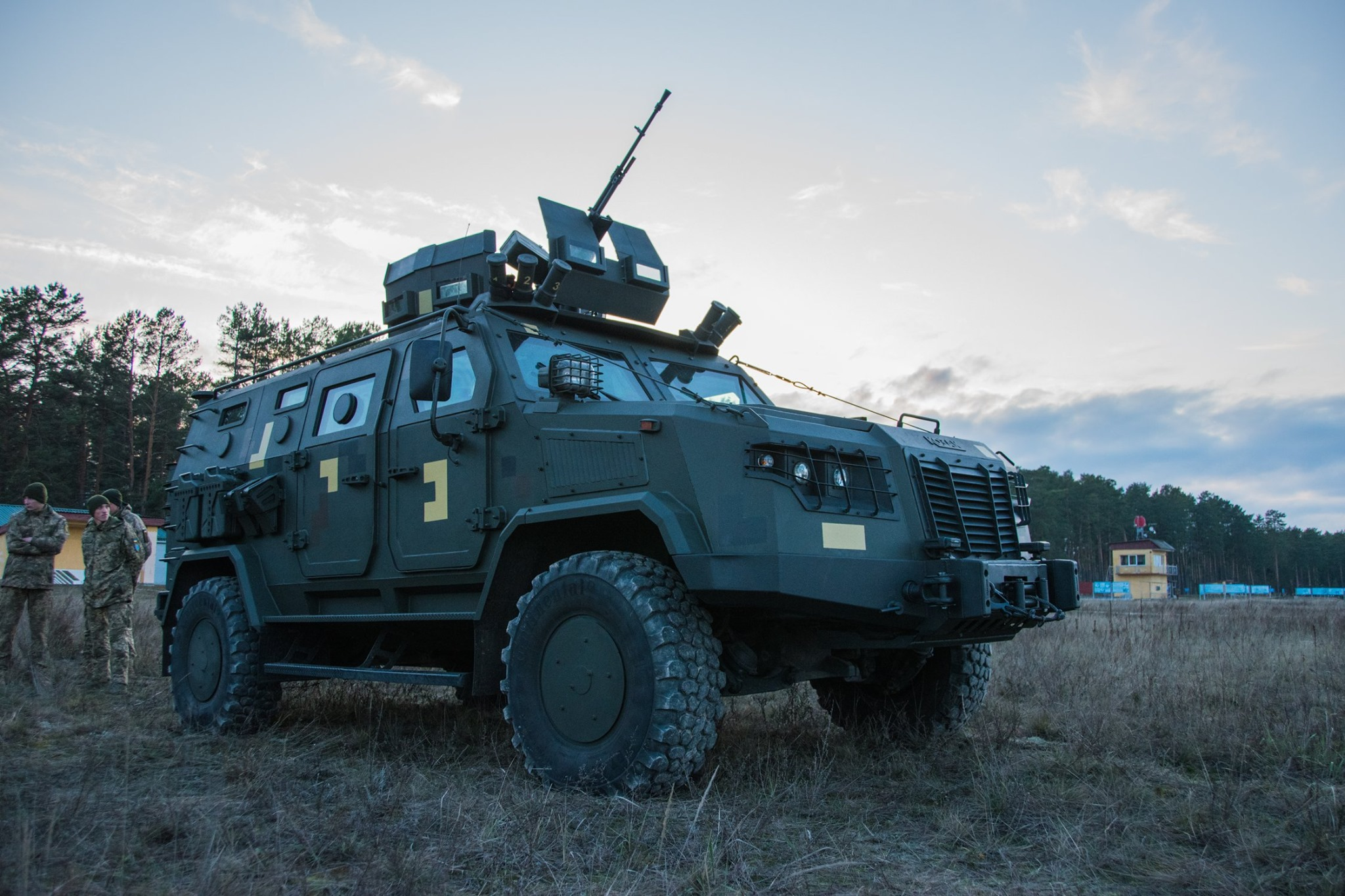
Kozak 2М.1
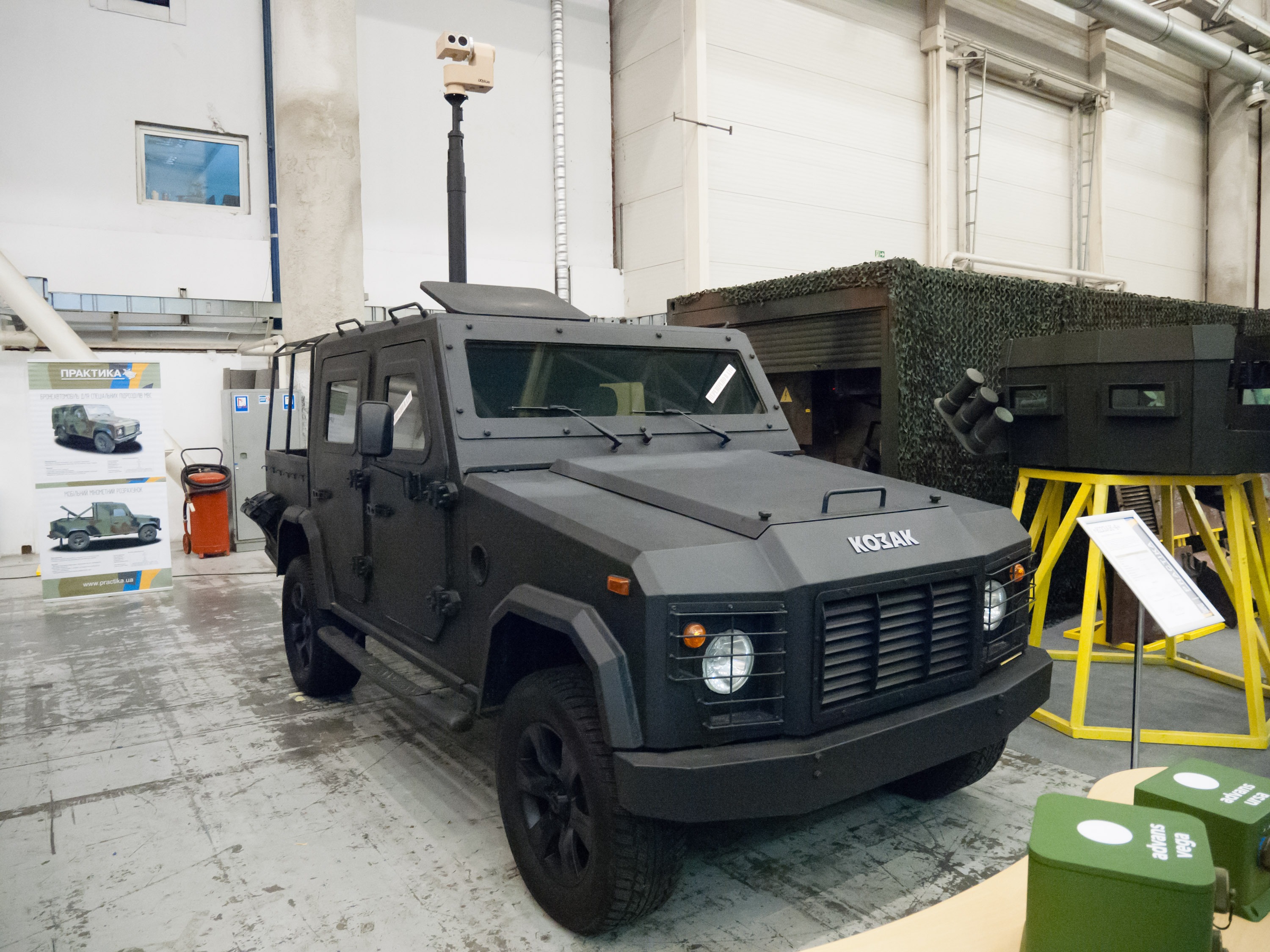
Kozak 4
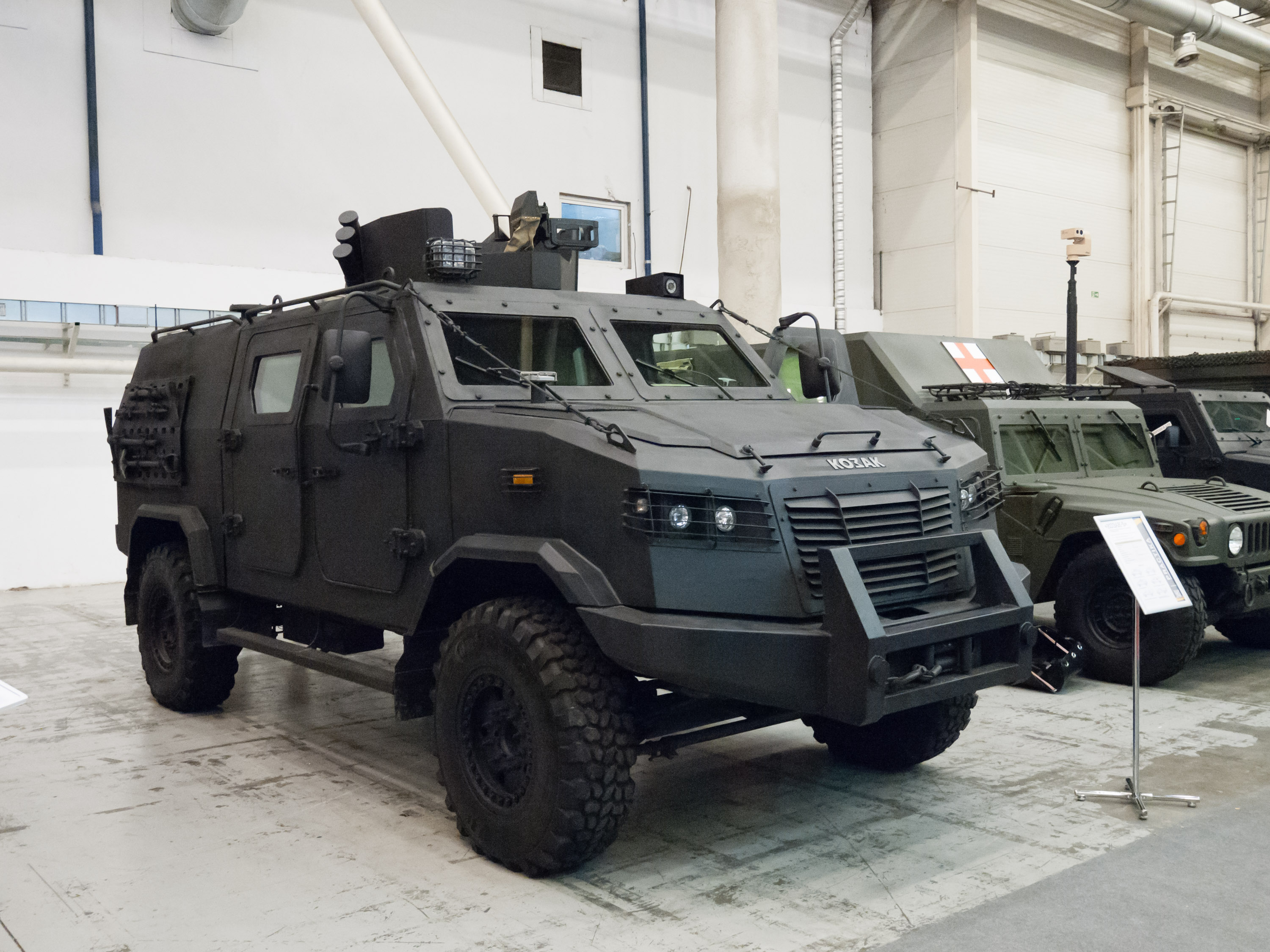
Kozak 5